# Olivia Williams
Olivia Haigh Williams (Londra, 26 luglio 1968) è un'attrice britannica.

## Biografia
Nata a Camden Town, Londra, da madre e padre avvocati. Frequenta il Newnham College di Cambridge, dove si laurea in letteratura inglese. Successivamente studia per due anni teatro presso la Bristol Old Vic Theatre School per poi passare tre anni presso la Royal Shakespeare Company. Dopo la laurea, la Williams lavora con la Royal Shakespeare Company sia a Stratford-upon-Avon sia a Londra e nel 1995 parte per un tour negli Stati Uniti d'America, dove recita assieme a Ian McKellen nell'opera teatrale Riccardo III di William Shakespeare. Nel 1996 recita per la prima volta come attrice televisiva nel film per la televisione Emma, basato sull'omonimo romanzo di Jane Austen.
Il debutto al cinema è del 1997 con il film di Kevin Costner L'uomo del giorno dopo. Due anni dopo partecipa, interpretando il ruolo della moglie di Bruce Willis, al film The Sixth Sense - Il sesto senso. Da allora la Williams ha preso parte a numerose produzioni britanniche, tra le quali Lucky Break, The Heart of Me, per il quale vince il British Independent Film Awards come miglior attrice, e An Education. Recita anche nella parte di Mrs. Darling nell'ultimo Peter Pan e in quella della Dr.ssa Moira MacTaggert in X-Men - Conflitto finale.
In TV interpreta il ruolo della scrittrice inglese Jane Austen nella produzione Miss Austen Regrets, mentre negli Stati Uniti è nel cast della serie televisiva Dollhouse, nel ruolo di Adelle DeWitt. Nel 2000 scrive e legge per conto della BBC Radio il racconto breve The Significance of Hair. Dal 2006 scrive occasionalmente report di viaggio per conto dell'Indipendent Traveller, sezione del quotidiano britannico The Independent. Negli anni successivi è nel cast delle serie Manhattan e The Halcyon. Nel 2024 è protagonista accanto a Emily Watson della serie HBO Dune: Prophecy, in cui interpreta Tula Harkonnen. Nel 2025 interpreterà la regina Morgase Trakand nella serie di Amazon MGM Studios La Ruota del Tempo.

### Vita privata
Precedentemente fidanzata per quattro anni con il ministro polacco Radosław Sikorski, il 2 novembre 2003 ha sposato l'attore teatrale Rhashan Stone da cui ha due figlie: Esmè Ruby (2004) e Roxana May (2007).

## Filmografia

### Attrice

#### Cinema
- Gaston's War, regia di Robbe De Hert (1997)
- L'uomo del giorno dopo (The Postman), regia di Kevin Costner (1997)
- Rushmore, regia di Wes Anderson (1998)
- The Sixth Sense - Il sesto senso (The Sixth Sense), regia di M. Night Shyamalan (1999)
- Four Dogs Playing Poker, regia di Paul Rachman (2000)
- Dead Babies, regia di William Marsh (2000)
- Romantici nati (Born Romantic), regia di David Kane (2000)
- The Body, regia di Jonas McCord (2001)
- Evasione fortunata (Lucky Break), regia di Peter Cattaneo (2001)
- L'ultimo gigolò (The Man from Elysian Fields), regia di George Hickenlooper (2001)
- The Heart of Me, regia di Thaddeus O'Sullivan (2002)
- Below, regia di David Twohy (2002)
- Uccidere il re (To Kill a King), regia di Mike Barker (2003)
- Peter Pan, regia di P. J. Hogan (2003)
- Ritorno a Tara Road, regia di Gillies MacKinnon (2005)
- X-Men - Conflitto finale (X-Men: The Last Stand), regia di Brett Ratner (2006)
- Flashbacks of a Fool, regia di Baillie Walsh (2008)
- Broken Lines, regia di Sallie Aprahamian (2008)
- An Education, regia di Lone Scherfig (2009)
- Sex & Drugs & Rock & Roll, regia di Mat Whitecross (2010)
- L'uomo nell'ombra (The Ghost Writer), regia di Roman Polański (2010)
- Hanna, regia di Joe Wright (2011)
- Wild Bill, regia di Dexter Fletcher (2011)
- A Royal Weekend (Hyde Park on Hudson), regia di Roger Michell (2012)
- Now Is Good, regia di Ol Parker (2012)
- Anna Karenina, regia di Joe Wright (2012)
- The Last Days on Mars, regia di Ruairi Robinson (2013)
- Sabotage, regia di David Ayer (2014)
- Maps to the Stars, regia di David Cronenberg (2014)
- Il settimo figlio (Seventh Son), regia di Sergei Bodrov (2014)
- Un amore per caso (Man Up), regia di Ben Palmer (2015)
- Vittoria e Abdul (Victoria and Abdul), regia di Stephen Frears (2017)
- The Father - Nulla è come sembra (The Father), regia di Florian Zeller (2020)
- Another End, regia di Piero Messina (2024)

#### Televisione
- Van der Valk – serie TV, 1 episodio (1992)
- The Ruth Rendell Mysteries – serie TV, 1 episodio (1992)
- Emma, regia di Diarmuid Lawrence – film TV (1996)
- Beck – serie TV, 1 episodio (1996)
- Friends – serie TV, 2 episodi (1998)
- Giasone e gli Argonauti (Jason and the Argonauts) – miniserie TV (2000)
- Spaced – serie TV, 1 episodio (2001)
- Agatha Christie: A Life in Pictures – film TV (2004)
- Krakatoa: The Last Days – film TV (2006)
- Damage – film TV (2007)
- Io, Jane Austen (Miss Austen Regrets), regia di Jeremy Lovering – film TV (2008)
- Dollhouse – serie TV, 27 episodi (2009-2010)
- Manhattan – serie TV, 23 episodi (2014-2015)
- The Halcyon – serie TV, 8 episodi (2017)
- Counterpart – serie TV, 18 episodi (2017-2019)
- The Nevers – serie TV, 12 episodi (2021-2023)
- The Crown – serie TV, 5 episodi (2022)
- Funny Woman - Una reginetta in TV (Funny Woman) – serie TV, 4 episodi (2023-2024)
- Dune: Prophecy – serie TV (2024)
- La Ruota del Tempo (The Wheel of Time) – serie TV, episodio 3x02 (2025)

### Doppiatrice
- Valiant - Piccioni da combattimento (Vailant), regia di Gary Chapman (2005)
- Justin e i cavalieri valorosi (Justin a the Knights of Valour), regia di Manuel Sicilia (2013)
- Il Signore degli Anelli - Gli Anelli del Potere (The Lord of the Rings: The Rings of Power) – serie TV, episodio 2x04 (2024)

## Riconoscimenti
- 2011 - London Critics Circle Film Awards
  - Attrice britannica non protagonista dell'anno per L'uomo nell'ombra
- 2011 - National Society of Film Critics Awards
  - Miglior attrice non protagonista per L'uomo nell'ombra

## Doppiatrici italiane
Nelle versioni in italiano delle opere in cui ha recitato, Olivia Williams è stata doppiata da:
- Chiara Colizzi in Below, Now Is Good, Maps to the stars, Vittoria e Abdul, The Father - Nulla è come sembra, Another End, La Ruota del Tempo
- Alessandra Cassioli in An Education, Dollhouse, The Halcyon, The Nevers
- Roberta Pellini in Peter Pan, Anna Karenina, Sabotage
- Eleonora De Angelis ne L'uomo del giorno dopo, Hanna, Funny Woman - Una reginetta in TV
- Emanuela Amato in Tara Road, Flashbacks of a Fool
- Roberta Paladini in Il settimo figlio
- Laura Romano in Manhattan
- Franca D'Amato ne Il sesto senso
- Emanuela Rossi ne L'uomo nell'ombra
- Cristina Boraschi in Rushmore
- Barbara De Bortoli in Giasone e gli Argonauti
- Claudia Razzi in The body
- Claudia Catani in Lucky Break
- Antonella Rinaldi ne L'ultimo gigolò
- Cinzia Villari in X-Men - Conflitto finale
- Tiziana Avarista in A Royal Weekend
- Camilla Gallo in The Crown[3]
- Francesca Fiorentini in Dune: Prophecy

Da doppiatrice sostituita da:
- Germana Longo in Valiant - Piccioni da combattimento
- Chiara Colizzi in Il Signore degli Anelli - Gli Anelli del Potere